# T2 Trainspotting
T2 Trainspotting (2017) és un film britànic de drama, comèdia negra i crim, ambientada a Edinburgh, Escòcia. La pel·lícula està dirigida per Danny Boyle i escrita per John Hodge, basada en els personatges creats per Irvine Welsh en la seva novel·la Trainspotting i la seva continuació Porno, en la qual està inspirada aquesta producció. Aquest film és la segona part de la pel·lícula Trainspotting, i transcorre 20 anys després del final de la primera, seguint les vides dels mateixos protagonistes: Mark Renton (Ewan McGregor), Sick Boy (Jonny Lee Miller), Spud (Ewen Bremner) i Francis Begbie (Robert Carlyle). Ha estat subtitulada al català.

## Argument
20 anys després del fets del primer film, ens trobem amb uns protagonistes més vells i madurs. Uns personatges que han d'afrontar com poden les conseqüències de les seves joventuts viscudes plenes de drogues, vicis i robatoris, on l'única preocupació que tenien era drogar-se i aconseguir diners fàcilment.
Ara el temps ha passat, i cadascú porta una vida molt diferent a la que desitjaven, amb preocupacions més importants i objectius diferents als que tenien quan eren joves.
El nostre protagonista, Mark Renton, desenganxat de les drogues i molt més responsable, torna a la seva ciutat natal, Edinburgh, després d'abandonar-la quan va fugir amb els diners que van aconseguir amb els seus companys venen heroïna a uns mafiosos ara fa 20 anys.
Renton, divorciat de la seva esposa i després de passar per dificultats laborals, torna a la ciutat per retrobar-se amb els seus vells amics de tota la vida: Simon i Spud.

## Personatges
- Mark "Rent Boy" Renton (Ewan McGregor) és el protagonista principal, que va marxar de la seva ciutat natal escapant-se amb els diners del botí dels seus amics després de trair-los en la primera pel·lícula. Des de llavors ha estat desenganxat de la heroïna i portant una altra vida molt diferent a la que tenia abans. Renton destrossat i en mal estar després de divorciar-se i perdre la feina, torna a casa seva per retrobar-se amb els seus millors amics de tota la vida, amb la intenció de ajudar-los i disculpar-se pel que va fer.
- Daniel "Spud" Murphy (Ewen Bremner) és un dels personatges que més ha patit els efectes de l'addicció a les drogues al llarg d'aquests anys, especialment amb la heroïna. En l'actualitat intenta fer el que pot per posar ordre en la seva vida i ajudar a la seva parella (Gail) a mantenir el seu fill.
- Simon "Sick Boy" Williamson (Jonny Lee Miller) desesperat, ambiciós i emprenedor intenta sobreviure en aquest món utilitzant les dones pels seus negocis, transformant el pub de la seva tia en un bordell i fent xantatges a homes els quals han tingut practiques sexuals amb la seva amiga Veronika de la qual està enamorat.
- Francis "Franco" Begbie (Robert Carlyle) és el psicòpata i el més boig dels quatre amics, el qual va acabar detingut i empresonat, després que la policia el trobés en un apartament embogit moments més tard de que Renton s'escapés amb els diners de tots. Després de passar 20 anys a la presó, el seu únic desig és fugir i matar a Renton com a venjança per la seva traïció.
- Veronika (Anjela Nedyalkova) és la novia de Simon amb el qual col·labora mútuament per aconseguir diners a través del negoci del sexe i extorsions als seus clients.
- Diane Coulston (Kelly Macdonald) és la exnúvia de Renton, la qual treballa actualment com advocada en un bufet de prestigi.
- Mr. Renton (James Cosmo) és el pare del Mark que ara viu sol després que la seva dona morís.
- Gail Houston (Shirley Henderson) és la dona de Spud i la mare del seu fill.
- Mikey Forrester (Irvine Welsh) és l'escriptor original de la novela en la qual està basada el film, i on apareix fent un cameo com a mafios i amic de Begbie, al qual li dona un cop de mà amb la compra d'objectes robats.

## Efectes especials
A diferència de Trainspotting, la qual es va rodar en una època en la qual els efectes especials per ordinador no estaven tant desenvolupats com avui en dia, Trainspotting 2 ha tingut un retoc digital molt més destacable, exactament amb més de 400 efectes especials generats per ordinador.
Durant el rodatge i la postproducció d'aquesta pel·lícula es van utilitzar diferents tipus d'efectes especials per millorar l'estètica del film. Entre els efectes utilitzats destaquen:
· La creació d'ambients generats per ordinador: exteriors, edificis, estructures, textures, ambientacions climàtiques, etc.
· La generació en 3D d'ombres i hologrames dels personatges, els quals es van reflecteixen sobre diferents superfícies al llarg del film: en les parets, el cotxe, etc.
· El retoc i processat virtual de les cares dels protagonistes per mostrar-los amb una aparença més juvenil com a referència de rècords i flashbacks del primer film.
· La simulació i visualització d'experiències alucinogenes, com per exemple les caiguda metafòrica de Spud quan està caient des del terrat d'un edifici o des d'un punt de vista picat, vist des del sostre de casa seva.
· La generació d'efectes visuals, per exemple quan el Spud dibuixa una firma a l'aire amb la mà i queda il·lustrada visualment.
· La creació dels crèdits finals, on podem observar un escenari urbà que es va destruint a mesura que apareixen els crèdits.

## Banda sonora original
La banda sonora original va ser publicada el 27 de gener de 2017. Està composta per artistes com Blondie, The Clash, Wolf Alice, High Contrast, The Prodigy, Queen, Run–D.M.C., Frankie Goes to Hollywood, Underworld, The Rubberbandits i Young Fathers.
| Núm. | Títol                                    | Artist(s)                                          | Durada |
| ---- | ---------------------------------------- | -------------------------------------------------- | ------ |
| 1.   | «Lust for Life» (The Prodigy Remix)      | Iggy Pop                                           | 5:00   |
| 2.   | «Shotgun Mouthwash»                      | High Contrast                                      | 2:53   |
| 3.   | «Silk»                                   | Wolf Alice                                         | 4:05   |
| 4.   | «Get Up»                                 | Young Fathers                                      | 3:50   |
| 5.   | «Relax»                                  | Frankie Goes to Hollywood                          | 3:57   |
| 6.   | «Eventually But (Spud's Letter to Gail)» | Underworld and Ewen Bremner                        | 2:24   |
| 7.   | «Only God Knows»                         | Young Fathers featuring Leith Congregational Choir | 3:52   |
| 8.   | «Dad's Best Friend»                      | The Rubberbandits                                  | 3:04   |
| 9.   | «Dreaming»                               | Blondie                                            | 3:06   |
| 10.  | «Radio Ga Ga»                            | Queen                                              | 5:43   |
| 11.  | «It's Like That»                         | Run–D.M.C. vs. Jason Nevins                        | 4:09   |
| 12.  | «(White Man) In Hammersmith Palais»      | The Clash                                          | 4:00   |
| 13.  | «Rain or Shine»                          | Young Fathers                                      | 3:50   |
| 14.  | «Whitest Boy on the Beach»               | Fat White Family                                   | 4:53   |
| 15.  | «Slow Slippy»                            | Underworld                                         | 3:50   |